# Wiktor Paweł Skworc
Wiktor Paweł Skworc (Bielszowice, voivodia da Silésia, Polônia, 19 de maio de 1948) é um clérigo polonês e arcebispo católico romano de Katowice.
Depois de se formar na Ruda Śląska High School em 1966, Skworc estudou teologia e filosofia católica em Cracóvia. Durante o seu ano de estágio trabalhou na mina de carvão Ruda Śląska. Durante seu ano de diaconato, ele cuidou da juventude polonesa em Dresden e Leipzig. Em 19 de abril de 1973, foi ordenado sacerdote pelo bispo de Kattowitz, Herbert Bednorz. De 1975 a 1980 foi secretário pessoal do bispo Herbert Bednorz. Em 1995 recebeu seu doutorado em Humanidades pela Christian Theological Academy em Varsóvia.
Em 13 de dezembro de 1997, o Papa João Paulo II o nomeou bispo de Tarnów e o consagrou bispo em 6 de janeiro de 1998 na Basílica de São Pedro; Co-consagradores foram os arcebispos curiais Giovanni Battista Re e Jorge María Mejía. Ele foi empossado na Catedral de Tarnow em 25 de janeiro de 1998.
Na Conferência Episcopal Polonesa, Skworc foi presidente do conselho de assuntos econômicos e presidente da comissão de missões. Ele também foi presidente do comitê para as relações da Conferência Episcopal Polonesa com a Conferência Episcopal Alemã.
Papa Bento XVI nomeou-o membro da Congregação para a Evangelização dos Povos e nomeou-o Arcebispo de Katowice em 29 de outubro de 2011. Skworc é considerado um simpatizante do partido conservador nacional PiS.
Após uma investigação sobre a alegada má conduta do arcebispo ao lidar com casos de abuso em sua antiga diocese de Tarnów, este último pediu ao Papa Francisco que nomeasse um arcebispo coadjutor e renunciou a sua participação no conselho permanente da conferência episcopal polonesa e à presidência da comissão pastoral.